# Alsomitra
Alsomitra é um género botânico pertencente à família Cucurbitaceae,  subfamília Zanonioideae, tribo Zanonieae, subtribo Zanoniinae.

## Sinonímia
- Macrozanonia (Cogn.) Cogn.

## Espécies
| - Alsomitra angulata - Alsomitra angustipetala - Alsomitra balansae - Alsomitra beccariana | - Alsomitra brasiliensis - Alsomitra capricornica - Alsomitra macrocarpa |

- Lista completa